# Bantin Wih Pongas
Bantin Wih Pongas is een bestuurslaag in het regentschap Bener Meriah van de provincie Atjeh, Indonesië. Bantin Wih Pongas telt 485 inwoners (volkstelling 2010).